# Marksovskij rajon
Il Marksovskij rajon (in russo Марксовский район?) è un rajon dell'Oblast' di Saratov, nella Russia europea; il suo capoluogo è Marks.